# Cargadero de mineral de Melilla
El cargadero de mineral de Melilla, obra de la arquitectura industrial situado en el Puerto Deportivo Noray, entre su dársena y la dársena de Santa Bárbara, en el Ensanche Modernista de la ciudad española de Melilla y parte del Conjunto Histórico Artístico de la Ciudad de Melilla, Bien de Interés Cultural. Es el mayor cargadero de minerales construido íntegramente en hormigón de España.

## Historia
La redacción del anteproyecto fue realizada por Guillermo Preus Dietrichson, director de la Compañía Española de Minas del Rif, y por el ingeniero de caminos Emilio Kowalski. El anteproyecto fue aceptado en 1914, aunque modificado con posterioridad. El cargadero fue construido entre 1920 y 1925 según proyecto del ingeniero de minas Alfonso Gómez Jordana y Sousa con el fin de introducir el mineral de hierro extraído de las minas en cargueros. Se realizaron pruebas a lo largo de 1925 y fue inaugurado en 1926. El 3 de julio de 1980 se usó por última vez para cargar el Lagada Bay.

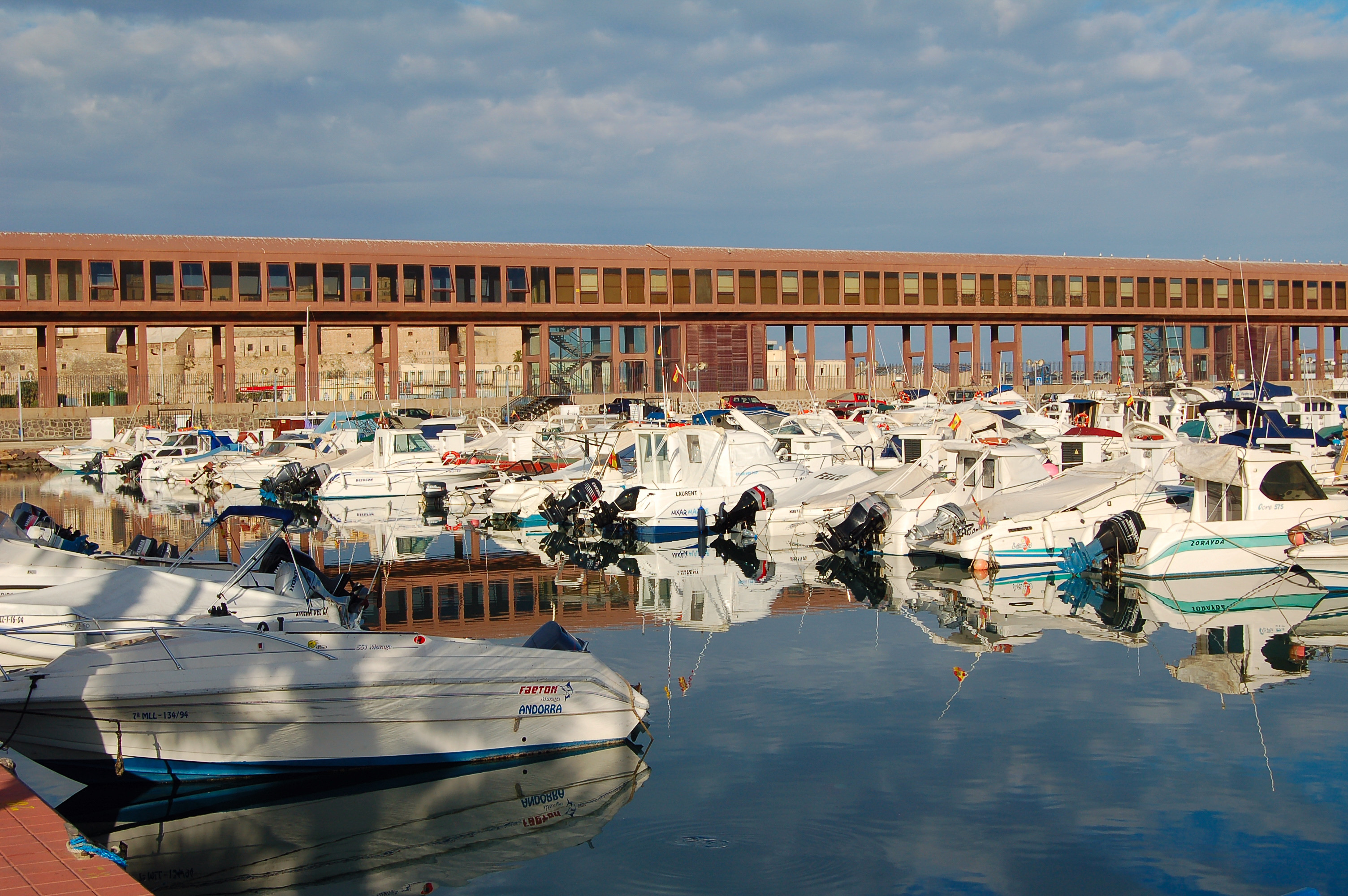
Embarcadero del Puerto Deportivo Noray

En la actualidad está sin uso, aunque después de varios planes fracasados, se ha decidido convertirlo en un establecimiento hotelero, algo para lo que el Consejo de Ministros ha levantado la prohibición de ser usado para alojamiento turístico

### Funcionamiento
Una vez ser vertidos los minerales por los ferrocarriles en los depósitos, y de allí caer a las cintas transportadoras de los cinco túneles que los llevaban hasta el edificio de enlace, sala de máquinas y casa de mando, la vía única y allí pasaban a otras cintas transportadoras en el cargadero propiamente, que los trasladaba hasta la tolva, que montada en una grúa los descargaba en los barcos.

## Descripción
Consta de un muelle, con 313 metros de largo de piedra del Gurugú, que finaliza en una baliza y la estructura de carga propiamente dicha, de 273 metros de recorrido construido en hormigón armado sobre el muelle, con una rampa al principio y el resto apoyada en pilares, constando de una galería con voladizos a sus lados.